# Fouha Bay
Fouha Bay är en vik i Guam (USA).   Den ligger i kommunen Umatac, i den sydvästra delen av Guam, 21 km sydväst om huvudstaden Hagåtña.